# Тоот, Виктор Сигизмундович
Виктор Сигизмундович Тоот (венг. Tóth Viktor; 16 июля 1893, Будапешт — 28 июля 1963, Москва) — живописец, график, дизайнер, художник декоративно-прикладного искусства, педагог.

## Биография
Окончил гимназию и военное училище в Будапеште. В течение года посещал занятия в Академии художеств в Будапеште (1913—1914). Участник Первой мировой войны; был тяжело ранен в Галиции, попал в русский плен (1915). После лечения в московском госпитале отправлен вместе с эшелоном военнопленных в Сибирь; побывал в лагерях и тюрьмах Томска, Омска, Иркутска, Красноярска, Читы, Верхнеудинска, Хабаровска, Владивостока. Участник Гражданской войны в Сибири на стороне Красной Армии: воевал в партизанских отрядах, сражавшихся с армией Колчака (1919-20). Работал художником в Политуправлении Восточно-Сибирского военного округа. В 1920 вместе с двумя другими венгерскими художниками направлен Восточно-Сибирским округом на учёбу в Государственные Свободные Художественные Мастерские в Москву.
Учился во ВХУТЕМАСе в Москве (1920—1924) на графическом факультете у В. А. Фаворского, Д. Н. Кардовского, Н. А. Удальцовой, Р. Р. Фалька. Сдал дипломные работы и получил звание художника в 1926. Во время учёбы в ВХУТЕМАСе познакомился с Верой Сергеевной Кизевальтер (тоже студенткой ВХУТЕМАСа), и в 1921 году женился на ней.
Жил и работал в Москве. В семье родились трое детей: Елена (1922—2001), Андрей (1925—2012) и Вера (1932 г.р.). Член ВКП(б) с 1925 г. В 1925 г. (по др. сведениям, 1926) принял советское гражданство. С 1924 по 1927 г. (включительно) работал во ВХУТЕМАСе в качестве преподавателя, продекана и декана основного отделения (с 1926). В 1924 вместе с Г. Г. Клуцисом, А. А. Лабасом, С. Алексеевым работал в физической лаборатории ВХУТЕМАСа. С 1928 по март 1930 работал во ВХУТЕИНе в качестве проректора по учебной части, заместителя директора и доцента. В 1930 году стал ректором Архитектурно-строительного института (МАрхИ). Также с 1930 по 1938 год работал в системе Моссовета, в том числе главным художником ЦПКиО им. Горького (1930-34) и начальником Проектно-художественной мастерской в Архитектурно-планировочном Отделе Мосгорисполкома (1931—1936), затем в системе Треста Мосгороформления. С 1923 года участвовал в праздничном оформлении Москвы, в частности, Красной площади, Парка культуры и отдыха имени Горького и др.
Занимался станковой графикой; выполнял преимущественно пейзажи и портреты, работал в техниках акварели, гуаши, тушевого рисунка пером или кистью. Участник выставок с 1927. Член Союза художников. Член объединения «Октябрь» (1928—1932), МССХ (1932—1937). Участвовал в 1-й Всеукраинской выставке Ассоциации революционного искусства Украины (АРМУ) в Харькове (1927); выставках советского искусства в Амстердаме, Риге, Винтертуре (Швейцария) (все — 1929), передвижной выставке по США (1929); работ московских художников в Москве (1936).
23 августа 1937 по доносу был снят с работы и исключён из ВКП(б). 20 февраля 1938 году КПК при МК ВКП(б) восстановила его в партии. 23 марта 1938 г. арестован по обвинению в контрреволюционной деятельности, в июне того же года приговорён к 8 годам исправительно-трудовых лагерей с последующим поражением в правах. Срок отбывал в лагере Давыдово (Ерцево Давыдовского сельсовета) Архангельской области (Каргопольлаг) и ИТЛ Удмуртии; работал в клубе, преподавал рисование для несовершеннолетних преступников. Создал цикл лагерных рисунков. В 1946 году освобождён.
Сперва поселился на «101-м километре», в Александрове, где прожил несколько месяцев. Поскольку работу найти было невозможно, а пребывание в городе было небезопасным, уехал в посёлок Пролетарий Новгородской области. Там устроился на местный фарфоровый завод рабочим, но буквально через несколько недель был переведён в художники, а затем много лет, до 1956 г., исполнял обязанности главного художника. Вёл занятия в Художественно-ремесленном училище при заводе «Пролетарий» Новгородской области.
Определением Верховного суда СССР от 7 мая 1955 года полностью реабилитирован. В 1956 году был восстановлен в членах МОССХ. В 1960 году совершил поездку в Венгрию, где встретился с родственниками.
Скончался 28 июля 1963 году в Москве, похоронен на Введенском кладбище.

## Творчество

### Литературное наследие
Воспоминания о лагерной жизни: Тоот В. С. Считаю дни и часы // Наше Наследие, 1988. № 5. С. 44-51.

### Собрания
Творчество представлено в ряде музейных собраний, в том числе в Александровском литературно-художественном музее Марины и Анастасии Цветаевых, Музейном собрании общества «Мемориал» в Москве.